# Willer-sur-Thur

Willer-sur-Thur este o comună în departamentul Haut-Rhin din estul Franței. În 2009 avea o populație de 1.900 de locuitori.

## Evoluția populației
| An        | 1975  | 1982  | 1990  | 1999  | 2006  | 2009  |
| --------- | ----- | ----- | ----- | ----- | ----- | ----- |
| Populație | 1.923 | 2.019 | 1.947 | 1.875 | 1.923 | 1.900 |